# Mat Ala
Mat Ala är en vulkan i Etiopien. Den ligger i den norra delen av landet, 500 km nordost om huvudstaden Addis Abeba. Toppen på Mat Ala är 523 meter över havet, eller 377 meter över den omgivande terrängen. Bredden vid basen är 6,6 km.
Terrängen runt Mat Ala är platt västerut, men österut är den kuperad. Mat Ala är den högsta punkten i trakten. Runt Mat Ala är det ganska glesbefolkat, med 32 invånare per kvadratkilometer. Trakten runt Mat Ala är ofruktbar med lite eller ingen växtlighet.